# Nova Trading
Nova Trading – toruńska firma zajmująca się dystrybucją stali nierdzewnej i aluminium oraz sprzedażą wyrobów hutniczych z aluminium. Centrala firmy znajduje się przy ulicy Droga Starotoruńska 5 w Toruniu. Dysponuje pięcioma oddziałami: w Gdańsku, Jaworznie, Łodzi, Warszawie oraz Bremgarten.
Firma rozpoczęła działalność w 1990 roku. Pod koniec lat 90. stała się największym dystrybutorem stali nierdzewnej i aluminium w Polsce. W listopadzie 2017 roku powstała siostrzana spółka Nova Metale Sp. z o.o.. W październiku 2018 roku w Pomorskiej Specjalnej Strefie Ekonomicznej w Ostaszewie rozpoczęto budowę hali Nova Metale. Zakład uruchomiono pod koniec 2019 roku.
Od 2020 roku Nova Trading jest strategicznym sponsorem Toruńskiej Orkiestry Symfonicznej.